# Emili Bordoy
Emili Bordoy i Alcàntara (Palma de Mallorca, 1918 - Barcelona, 2006) fue un arquitecto español.

## Biografía
Se tituló en 1944. Fue catedrático de Estructuras de la Escuela Técnica Superior de Arquitectura de Barcelona, arquitecto adjunto de la Agrupación de Urbanismo y Valoraciones del Ayuntamiento de Barcelona y arquitecto jefe del Servicio de Extensión y Reforma y de la Subunidad de Planificación Urbana del mismo Ayuntamiento.
Entre sus obras se encuentran la Ciudad Satélite de San Ildefonso de Cornellà, la Torre Barcelona de la plaza Francesc Macià, el edificio Atarazanas y diversos edificios más en Barcelona —a destacar la finca de la calle Llull 188 (1967)—, así como la iglesia de San Odón en Barcelona (1958-1960), junto a Francesc Salvans.
En 1956 diseñó con Josep Soteras un proyecto urbanístico de reforma del distrito barcelonés de Ciutat Vella (Plan parcial de Ordenación del Casco Antiguo de Barcelona), reformulado del proyecto de reforma interior de Àngel Baixeras de 1884. También realizó varios proyectos urbanísticos para los barrios de Les Roquetes y la Guineueta, así como para la zona norte de la avenida Diagonal, con Josep Soteras y Xavier Subías.